# Ricombre

Les blasons et les noms des douze premiers ricombres de Navarre en 1254.

Les ricombres (en espagnol ricohombre, littéralement homme riche) sont, dans l'Espagne du Moyen Âge, des nobles de premier plan ayant acquis ce titre par lignage ou mérite personnel. S'ils existent dès le XIe siècle au moins,, leur rôle est particulièrement important au royaume de Navarre où ils constituent la noblesse dirigeante à partir du XIIIe siècle. Leur rôle est défini par le For Général de Navarre de 1238, écrit en romance navarro-aragonais pour le compte de la noblesse navarraise défendant ses droits coutumiers après l'accession au trône de Thibaut Ier de Navarre, comte de Champagne. Ils sont nommés par le roi.

## Leur rôle
Le for général définit le rôle des douze hommes riches ou sages (les deux termes sont supposés synonymes) de la terre de Navarre. Le nombre est une référence biblique aux Douze Apôtres. Ils sont bien plus que des conseillers du roi, lequel « ne pourra tenir cour ni conseil sans l'assistance des ricombres... Il ne pourra faire ou conclure ni guerre ni paix, ni trêve avec ou contre aucun roi, aucune reine, sans l'avis des douze barons ou hommes sages... ».
Ces hommes sont protégé de toute atteinte royale à leurs droits et possessions. Ils veillent à l'ordre établi : « Le jour de son couronnement, les douze barons ou ricombres feront serment sur la croix et l'évangile d'avoir soin de la personne du roi, de l'état et de la conservation des Fors ». Ils disposent de leur propre armée qu'ils financent et mettent leur puissance au service du roi lequel les dote en fonction des services rendus.

## Liste
Dans les faits le nombre de ricombres varie au cours de années. Certains ricombres le deviennent au berceau par souci politique. C'est le cas de Carlos d'Arellano en 1377 et de Simon de Béarn en 1385.
| 1254                                                                                        | 1274                                                                    | 1319                                                           | 1328                                        | 1329                                                     | 1350                                                                                      | 1390                                                                                                |
| ------------------------------------------------------------------------------------------- | ----------------------------------------------------------------------- | -------------------------------------------------------------- | ------------------------------------------- | -------------------------------------------------------- | ----------------------------------------------------------------------------------------- | --------------------------------------------------------------------------------------------------- |
| Almoravid Guevara Aibar Baztán Arróniz Lehet Subiza Rada Vidaurre Cascante Montagut Mauleón | Almoravid Aibar Baztán Arróniz Lehet Rada Montagut Lerate Luna Barillas | Almoravid Baztán Lehet Rada Montagut Mauleón Luna González (?) | Aibar Arróniz Lehet Medrano Lacarre Gramont | Aibar Arróniz Lehet Montagut Medrano Gramont Mirafuentes | Lehet Montagut Medrano Lacarre Gramont Luxe Yániz Otazu Asiáin Acxa Olloqui Eusa Arellano | Aibar Medrano Lacarre Gramont Arellano Navarre-Cortez (?) Laxague Domezain Béarn (Béhorléguy) Ayanz |

Ce tableau omet Guillaume Arnauld de Belzunce et Arnaud Sanche IV de Tardets, baron de Luxe, devenus ricombres avant 1390. Le second est mentionné comme tel
en 1354.

## Ricombres de Basse-Navarre

Belzunce
Domezain
Béhorléguy
Gramont
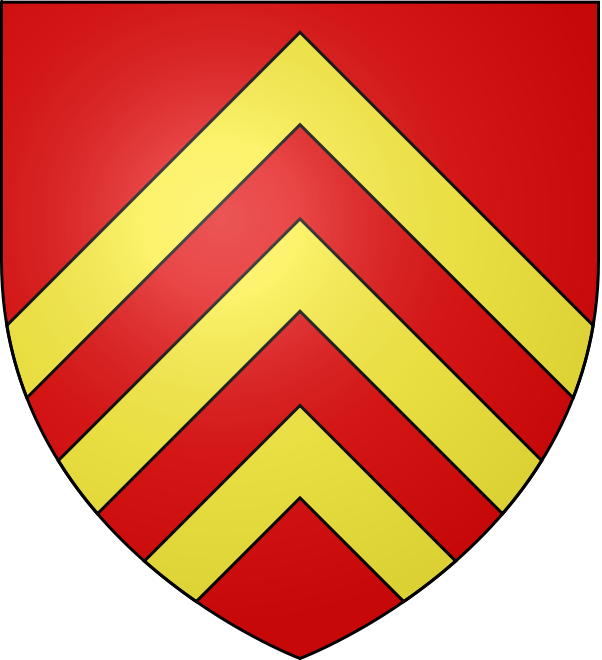
Luxe
Laxague
Tardets
Lacarre

La Basse-Navarre fournit à la cour du roi un nombre de seigneurs très supérieur à la part du territoire qu'ils représentent. Les ricombres qui en sont issus sont généralement les seigneurs les plus importants tel que Guillaume Arnauld de Belzunce, Martin Sanche de Domezain, Simon de Béarn (Béhorléguy), Vivian II d'Agramont (Agaramont), seigneur de Gramont, Arnaud-Loup III de Luxe,, Arnaud Sanche IV de Tardets et leurs descendants. Toutefois il existe des contre-exemples tel Pes de Laxague, peut-être le fils d'un riche roturier de Bayonne, financier de Charles II de Navarre, qui conduit la compagnie de Navarre en Albanie pour le compte du roi. Il deviendra le chambellan de son successeur Charles III de Navarre.
Juan Henriquez de Navarre, bâtard du roi de Navarre Henri Ier de Navarre constitue un cas particulier puisque son titre de baron de Lacarre est acquis par mariage. Il en va de même pour Arnaud Sanche IV de Tardets qui devient baron de Luxe par mariage avec Saurine de Luxe.